# Кокманське сільське поселення
Кокма́нське сільське поселення — муніципальне утворення в складі Красногорського району Удмуртії, Росія. Адміністративний центр і єдиний населений пункт — село Кокман.
Населення — 293 особи (2015; 325 в 2012, 333 в 2010).